# البيقية الإسبانية

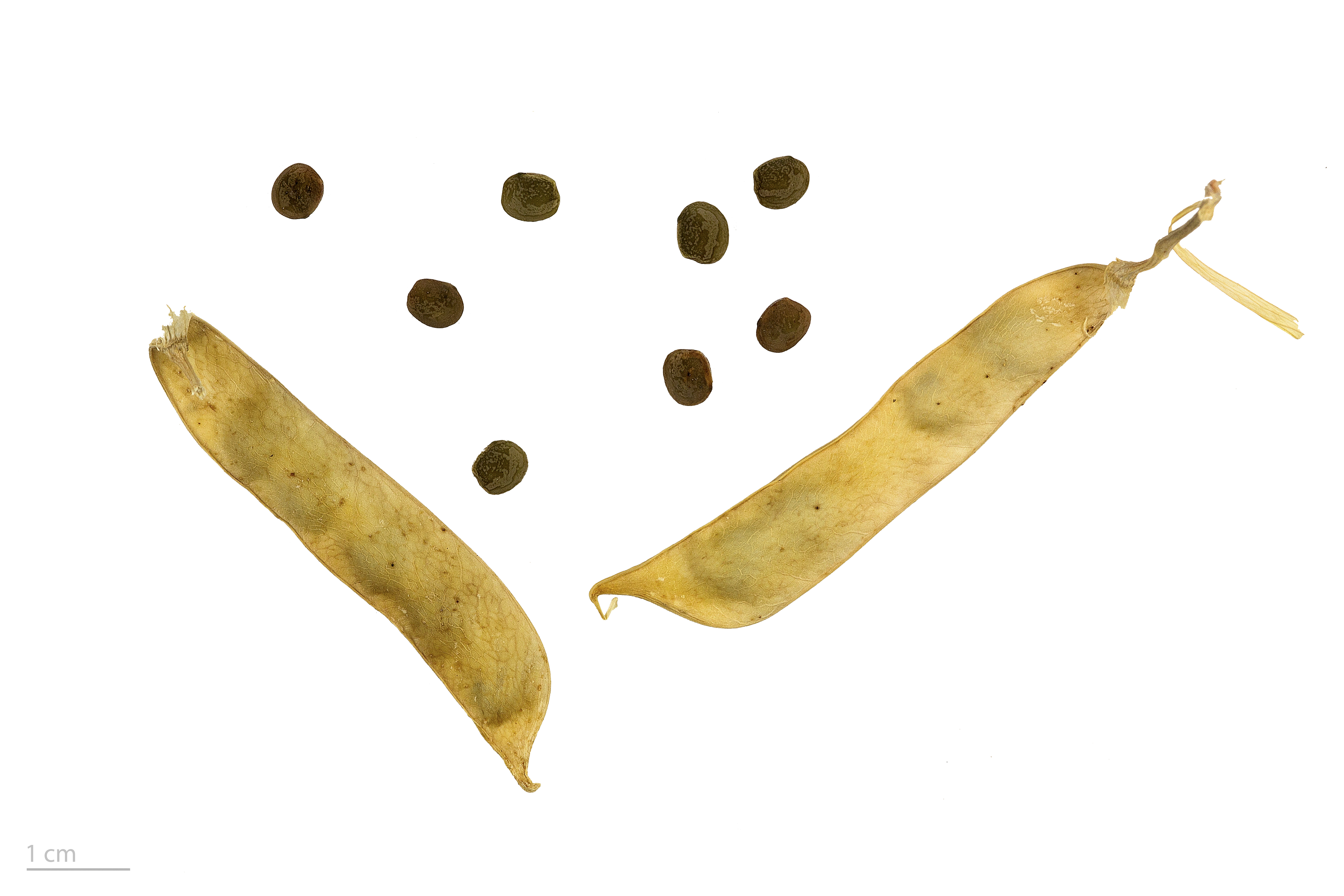
البيقية الأسبانية

البيقية الإسبانية (Lathyrus clymenum) هي نوع من النباتات المزهرة يتبع فصيلة البقوليات (Fabaceae)، موطنه الأصلي حوض البحر الأبيض المتوسط. تُستعمل بذوره في إعداد طبق يوناني يُعرف باسم فافا سانتوريني. ويزرع هذا النبات في جزيرة سانتوريني باليونان، وقد أُدرج حديثًا ضمن قائمة منتجات الاتحاد الأوروبي ذات التسمية المحمية للأصل (PDO).
على مدى نحو 3,500 عام، قام سكان جزيرة سانتوريني والجزر المجاورة بزراعة نوع البقول Lathyrus clymenum، المعروف في أماكن أخرى كنبات بري. حيث أسهم النظام البيئي الفريد الناتج عن الانفجارات البركانية في سانتوريني، بما في ذلك الرماد البركاني والتربة، إلى جانب مزيج الرطوبة البحرية، في تهيئة ظروف خاصة جعلت من هذا المحصول مورداً مميزا
في الظروف المناخية الجيدة، ينتج المزارعون في الجزيرة ما يقارب من 800 كيلوغرام من البذور للهكتار الواحد. ويُعد هذا النبات هشّ، إذ يمكن أن يتلف نتيجة الرياح القوية التي تُسقط أزهاره قبل تكوين القرون، أو بفعل موجات الجفاف والحرارة المفاجئة. وبسبب محدودية إنتاجه، يُعتبر محصولا مرتفع التكلفة، إذ تبلغ تكلفته نحو 700 يورو للفدان، بينما يصل سعره للمستهلك إلى حوالي 9–10 يورو للكيلوغرام الواحد

## فافا سانتوري
تُخلط الفافا المطبوخة مع البصل المفروم لتكوين هريس، ويُقدَّم عادةً مع البصل المفروم وزيت الزيتون وعصير الليمون.

## المحتوى الغذائي
ذور Lathyrus clymenum، التي يُحضَّر منها طبق فافا سانتوريني، تتميّز بمحتوى بروتيني مرتفع يبلغ نحو 25%، كما تُعد مصدراً ممتازاً للألياف الغذائية بنسبة تصل إلى 26%. وهي منخفضة الدهون، إذ إن معظم محتواها الكربوهيدراتي يتكوّن من الكربوهيدرات المعقّدة والبروتين.
وعلى الرغم من تشابهها في الشكل مع التور دال أو الشانـا دال الهندي، فإنها تنتمي إلى نوع مختلف تماماً، وتتفوق عليه بقيمة غذائية أعلى بكثير.
وتشير الأدلة التاريخية إلى أن زراعة البقوليات، وخاصة العدس البري، بدأت في اليونان منذ نحو 6000 سنة قبل الميلاد. كما عُثر على بذور Lathyrus clymenum محفوظة في أوانٍ داخل أطلال موقع أكروتيري في جزيرة سانتوريني، ويعود تاريخها إلى حوالي 1600 سنة قبل الميلاد. وقد وفّر المناخ الدقيق لليونان بيئة مثالية لتطور هذه المحاصيل، وأتقن اليونانيون عبر التاريخ طرق طهيها والاستفادة من قيمتها الغذائية العالية.